# Smenkhkare
Smenkhkare, även Smenkhare eller Smenkare, var egyptisk farao i Egyptens artonde dynasti under tiden för Nya riket. Smenkhkare regerade från 1337 f.Kr. till 1333 alt. 1334 f.Kr.
Smenkhkares identitet är något oklar och några tänkbara identifieringar är:
- Nefertiti, Akhenatons hustru[1][2][3]
- en yngre bror till Tutankhamon[1][3]
- en yngre bror till Akhenaton[3]
- en son till Akhenaton[3]
- någon som gifte sig med Akhenatons dotter[3].

I stort sett ingenting är känt om Smenkhkares liv och regeringstid. Avbildningar från El-Amarna tros föreställa honom, men kan lika gärna föreställa drottning Nefertiti eller Akhenaton. Den kanadensiska arkeologen Donald B. Redford har antagit att Smenkhkare hade ett intimt homoerotiskt förhållande till Akhenaton, men detta är omtvistat. Prinsessan Meritaton framställs som gemål till Smenkhkare i inskriptioner från El-Amarna. Den franska arkeologen Marc Gabolde har på senare tid antagit att Smenkhkare var den hettitiska prinsen Zannanza som Egyptens änkedrottning begärde i Dakhamunzu-brevet efter Akhenatons död.